# Crombrugghia brachycerus
Crombrugghia brachycerus är en fjärilsart som beskrevs av Qin och Zheng 1997. Crombrugghia brachycerus ingår i släktet Crombrugghia och familjen fjädermott. Inga underarter finns listade i Catalogue of Life.